# بود یانووسکیه

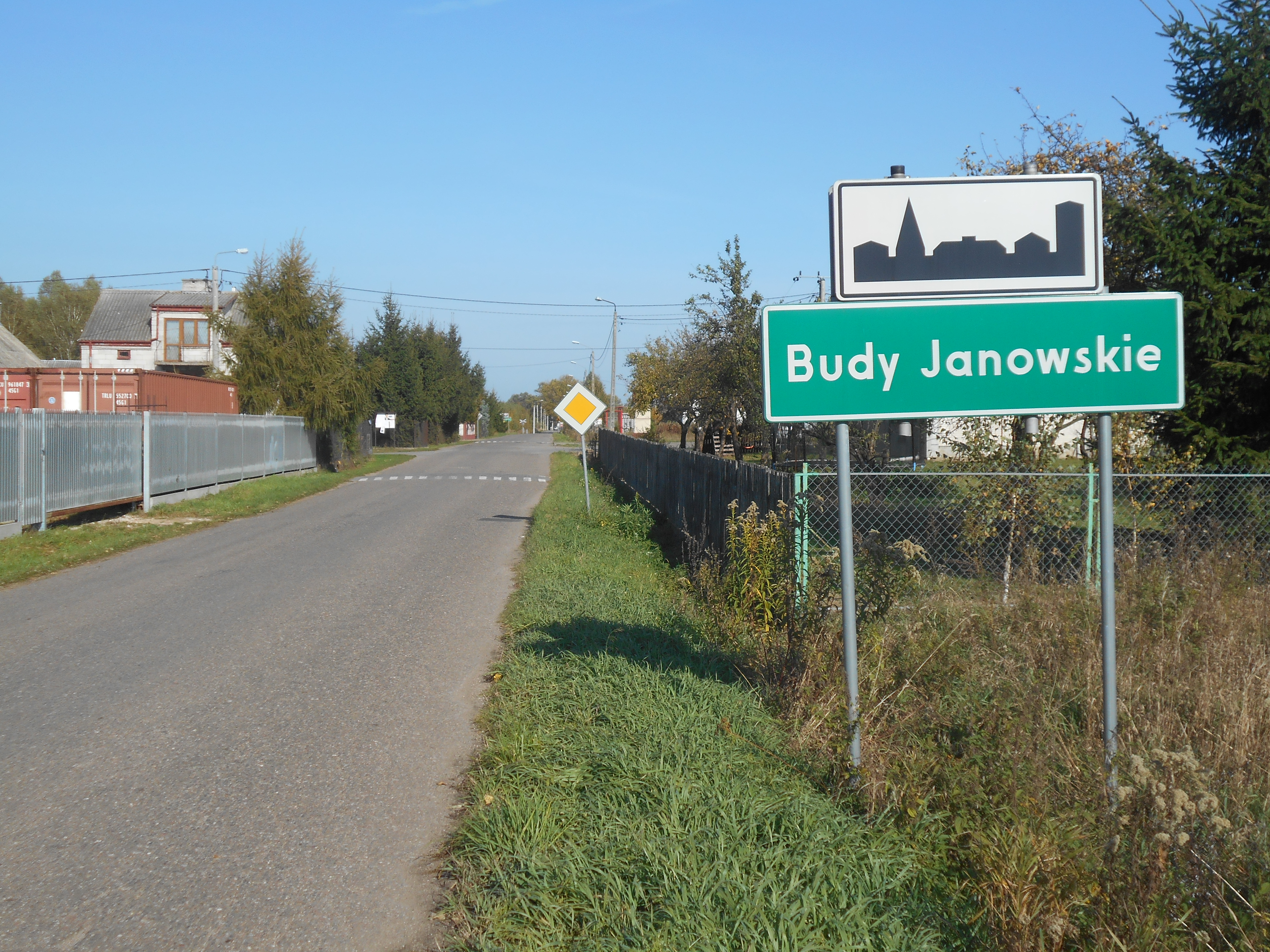
بود یانووسکیه

بود یانووسکیه (به لهستانی:  Budy Janowskie) یک روستا در لهستان است که در گمینا مینگسک مازوویتسکی واقع شده‌است.